# Havlaga

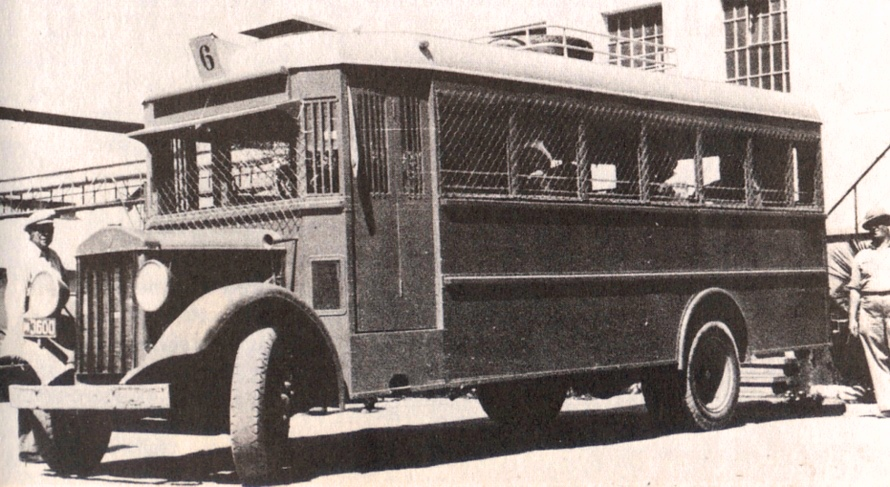
Fotografie ze 30. let z dob arabského povstání v Palestině. Autobus židovské komunity měl okna chráněna drátěným pletivem, které bránilo vhození kamenů či granátů.

Havlaga (hebrejsky: ההבלגה, ha-havlaga, doslova „zdrženlivost“) byla vojenská strategie používaná ve 20. a 30. letech 20. století židovskou podzemní organizací Hagana vůči arabským skupinám, které za dob britské mandátní Palestiny napadaly židovské osady. Mezi její hlavní zásady patřila obrana, opevnění židovských osad a zdržení se odvetných akcí, jejichž cílem by byli arabští civilisté. Tuto strategii zastávalo kromě Hagany sionistické vedení jišuvu (Židovská agentura, Židovská národní rada, Histadrut) a podporovaly ji zejména levicové sionistické kruhy, zatímco revizionističtí sionisté ji naopak odmítali. Kritici uváděli, že myšlenka havlagy je to nejhorší z exilu (galutu), a že si nepřejí takovýto postoj zastávat v židovské domovině.